# جون إل. بليك
جون إل. بليك (بالإنجليزية: John L. Blake)‏ هو محامي وسياسي أمريكي، ولد في 25 مارس 1831 في الولايات المتحدة، وتوفي في 10 أكتوبر 1899 في نفس البلد. حزبياً، نشط في الحزب الجمهوري. وقد انتخب عضو جمعية نيوجيرسي العامة وانتخب عضو مجلس النواب الأمريكي.